# Aerodactylus
Aerodactylus is een geslacht van uitgestorven pterosauriërs, behorend tot de Pterodactyloidea, dat tijdens het Laat-Jura leefde in het gebied van het huidige Duitsland. De enige benoemde soort is Aerodactylus scolopaciceps.

## Vondst en naamgeving
In 1850 beschreef Christian Erich Hermann von Meyer een fossiel van een jonge pterosauriër gevonden in de Solnhofener kalksteen, specimen BSP AS V 29 a/b, als een exemplaar van Pterodactylus longirostris. Het fossiel bestaat uit een hoofdplaat en tegenplaat. In 1860 maakte hij er een aparte soort van: Pterodactylus scolopaciceps met BSP AS V 29 a/b als holotype. De soortaanduiding is afgeleid van de houtsnip, Scolopax rusticola, waarvan de naam verbonden is met het Latijnse achtervoegsel ~ceps, '-hoofdig', een verwijzing naar de overeenkomende zeer langgerekte snavelvorm.

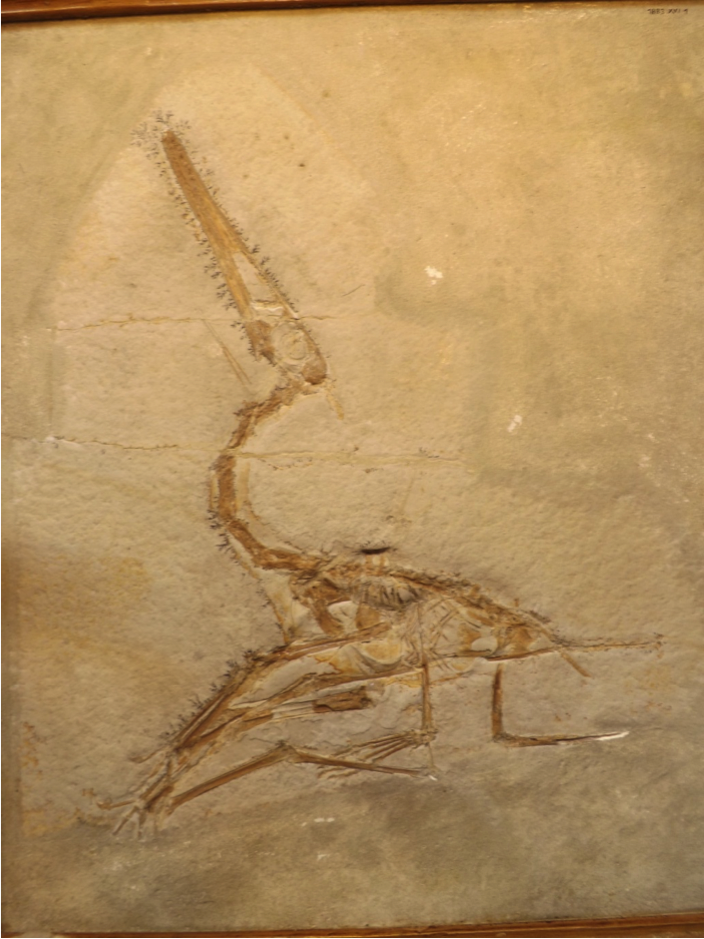
BSP 1883 XVI 1

Veel latere onderzoekers meenden dat P. scolopaciceps geen geldige soort was. Andreas Wagner vond dat Von Meyer fouten gemaakt had in de interpretatie van het exemplaar en daarnaast allerlei kleine variaties ten onrechte als diagnostisch had beschouwd. Karl Alfred von Zittel stelde in 1881 de soort gelijk aan Pterodactylus kochi. Dat zou voor ruim 130 jaar de heersende leer blijven. In 1938 wees Ferdinand Broili een zeer fraai exemplaar, BSP 1937 I 18, toch aan P. scolopaciceps toe; in 1970 werd dit echter door Peter Wellnhofer alsnog bij P. kochi ondergebracht. Tegen het eind van de twintigste eeuw stelde Christopher Bennett dat P. kochi aan Pterodactylus antiquus, de typesoort van het geslacht, identiek was.
Sommige onderzoekers was al opgevallen dat onder het materiaal dat ooit aan P. kochi was toegewezen zich ook exemplaren bevonden met een wat afwijkende snuit: die was niet helemaal recht maar licht hol met een soort knikje. Ook Von Meyer had dit aangevoerd als een onderscheidend kenmerk van P. scolopaciceps. Andere geleerden echter hadden bij nadere beschouwing echter steeds geconcludeerd dat het hier om een tafonomisch artefact ging: door het sterke samengedrukt worden van de schedel tijdens het fossilisatieproces zouden toevallig wat langere snuiten iets verdraaid en ingedeukt zijn. In het begin van de eenentwintigste eeuw viel het Steven Vidovic op dat de exemplaren met het knikje nóg een afwijkend kenmerk bezaten: hun halswervels waren wat langer. Dat was een aanwijzing dat niet alleen een volledig toevallige variatie een rol speelde.
In 2014 benoemde Vidovic samen met David Michael Martill daarom een apart geslacht: Aerodactylus, 'windvinger' in het Oudgrieks. Dit is meteen een humoristisch bedoelde verwijzing naar de pokémon Aerodactyl die bestaat uit een samenvoeging van allerlei dieren net zoals Aerodactylus wegens zijn verwarrende combinatie van eigenschappen voor andere dieren zou zijn aangezien. De typesoort is Pterodactylus scolopaciceps, de combinatio nova werd Aerodactylus scolopaciceps.
Verschillende specimina werden aan de soort toegewezen. BSP 1883 XVI 1 en diens tegenplaat MCZ 1505 betreffen een volledig skelet van een groot individu. Ook BSP 1975 I 221 is een volledig skelet. BSP 1937 I 18 is een compleet skelet met weke delen. NHMW 1975/1756 zijn een plaat en tegenplaat van een volledig skelet met weke delen. Verder werd nog een niet genummerd exemplaar toegeschreven dat Eberhard Frey en Martill ooit hadden beschreven.
In 2017 verwierp Bennett de status als aparte soort. Hij meende dat Aerodactylus scolopaciceps een jonger synoniem was van Pterodactylus antiquus.

## Beschrijving

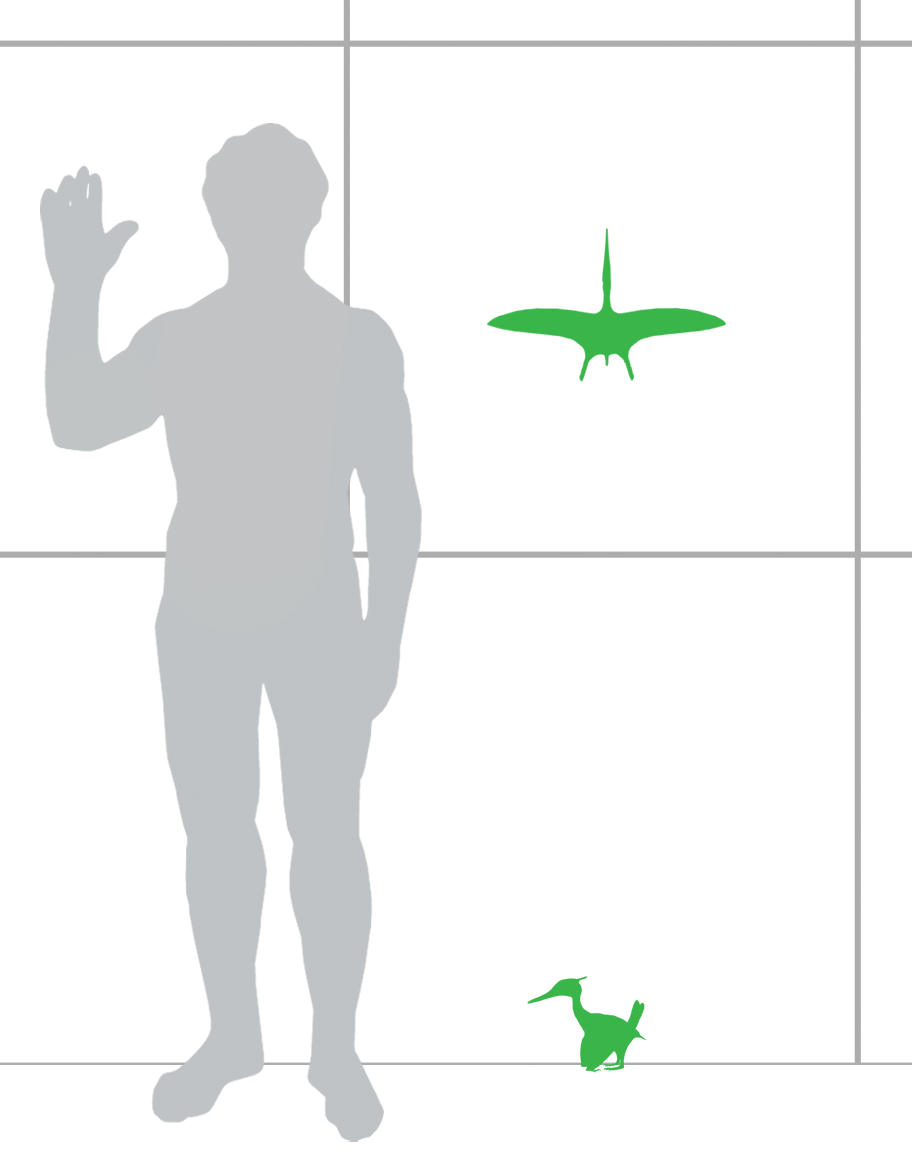
Het gaat om jonge dieren

Het bepalen van de grootte van Aerodactylus is lastig omdat alle bekende exemplaren jonge dieren zijn. Zelfs BSP 1883 XVI 1/MCZ 1505 heeft een vleugelspanwijdte van minder dan een halve meter. Ditzelfde gegeven is een probleem voor het vraagstuk of het een echt apart taxon is. Als men een vrij ruime verzameling fossielen statistisch onderzoekt, zal men altijd wel een paar verbanden vinden tussen proporties maar die kunnen ook het gevolg zijn van toeval. Die kans wordt groter bij het bestuderen van jonge dieren want daar kan sprake zijn van heterochronie, het in verschillend tempo rijpen van eigenschappen, die niet een soortonderscheid vertegenwoordigt maar individuele variatie.

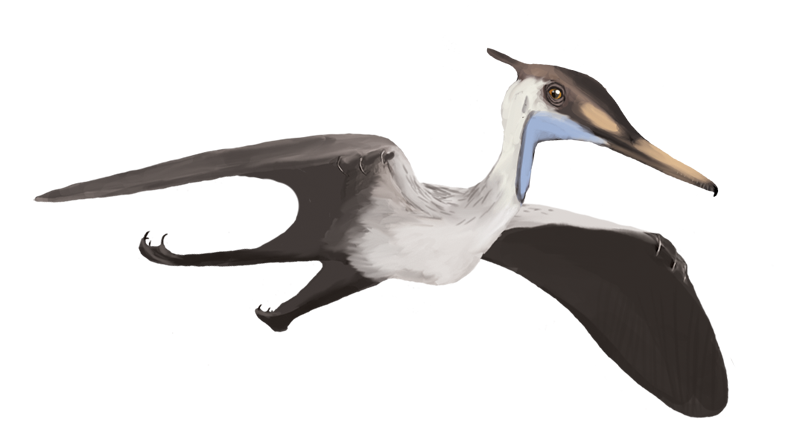
BSP 1883 XVI 1/MCZ 1505

De beschrijvers gaven een opsomming van onderscheidende kenmerken. Dit waren in dit geval geen echte autapomorfieën, unieke afgeleide eigenschappen. Het gaat om een unieke combinatie van op zich niet unieke kenmerken. De halswervels zijn langwerpig, ongeveer driemaal langer dan de breedte in het midden van het wervellichaam. De snuit is zeer langwerpig, zevenmaal langer dan breed, wat de gelijkenis met de snavel van de houtsnip oplevert. De tandenrij per kaak telt zestien tanden die achteraan steeds verder uit elkaar staan, van één tandbreedte vooraan tot vier tandbreedten achteraan, en ophouden voor de fenestra nasoantorbitalis, de schedelopening. Het bovenprofiel van de schedel is hol met een subtiele deuk net vóór het schedeldak. De vierde middenhandsbeenderen zijn langwerpig maar korter dan de ellepijp en het eerste kootje van de vleugelvinger tezamen. Het pteroïde heeft ongeveer 65 procent van de lengte van de ellepijp en is recht en extreem dun, tienmaal dunner dan lang en met maar een derde van de breedte van de ellepijp. De schacht van het opperarmbeen is iets naar voren gebogen, net onder het middenpunt. Bij de prepubis verwijdt de plaat zich geleidelijk van de schacht waarbij het buitendeel eindigt in een rechte hoek en de uiterste rand afgerond is.
Bennett achtte het verdacht dat geen autapomorfieën konden worden aangewezen. Drie vermeende kenmerken waren volgens hem het gevolg van een vervorming van de schedel tijdens de fossilisatie. Daarbij wees hij erop dat de toegewezen exemplaren weliswaar op bepaalde kenmerken gemeten in een grafiek samen een cluster vormen, wat lijkt te wijzen op het behoren tot een soort die in dat kenmerk afwijkt, maar dat binnen die cluster het verband tussen de absolute grootte van het exemplaar en de waarde die voor het kenmerk gescoord werd een geheel andere verhouding, of hoek van de regressielijn, had dan bij verwante soorten wat hij zag als een aanwijzing dat het slechts om een toevallige overeenkomst ging.
Sommige exemplaren tonen lellen aan de hals en een naar achteren uitstekende kam van zacht weefsel op het achterhoofd.

## Fylogenie
Volgens de beschrijvers was Aerodactylus zelfs helemaal niet nauw aan Pterodactylus verwant. Hij werd in een nieuwe familie Aurorazhdarchidae geplaatst als zustersoort van Gladocephaloideus. Dat was opmerkelijk gezien de grote uiterlijke gelijkenis tussen Aerodactlus en Pterodactylus. Ook hier is weer de jeugdige leeftijd van de exemplaren een probleem. Algemeen wordt aangenomen dat die vertekeningen geeft in een fylogenetische analyse.